# Idaea terminaria
Idaea terminaria är en fjärilsart som beskrevs av Jones 1921. Idaea terminaria ingår i släktet Idaea och familjen mätare. Inga underarter finns listade i Catalogue of Life.